# Lejemorder
En lejemorder (engelsk: Hitman) er en person, der mod betaling begår mord. Både lejemorderen og den, som yder betalingen, bryder loven.

## Lejemordere i populærkultur

### Film
- Nikita
- Mr. & Mrs. Smith
- Hitman
- John Wick (1-4)

### Computerspil
- Hitman: Codename 47
- Hitman 2: Silent Assassin
- Hitman: Contracts
- Hitman: Blood Money
- Hitman: Absolution
- Hitman (2016)